# ستيف غاريسون
ستيف غاريسون (بالإنجليزية: Steve Garrison)‏ هو لاعب كرة قاعدة أمريكي، ولد في 12 سبتمبر 1986 في ترنتون في الولايات المتحدة.

## وصلات خارجية
- ستيف غاريسون على موقعبيزبول رفرنس.كوم (الدوري الرئيسي) (الإنجليزية)
- ستيف غاريسون على موقعبيزبول رفرنس.كوم (الدوري الثانوي) (الإنجليزية)